# 張啓仲
張啓仲（1916年5月10日—2009年1月25日），臺灣醫師、政治人物，出生於台灣日治時期台中廳葫蘆墩支廳（今臺中市豐原區），是「番仔駙馬」張達京的後裔，是台中市地方派系「張派」始祖。曾任臺中市議會議長、臺中市市長，任內因掛圖案一度遭到停職、撤職又復職，卸任後曾任立法委員。
張啓仲創辦台中客運、第七商業銀行、中華民國消費合作社全國聯合社（全聯福利中心前身）以及卡多里山上遊樂園，卡多里山上遊樂園一度成為大台中地區最早及最大的主題遊樂園。

## 早年生平
1916年，出生於日治時期台灣台中廳豐原地區。
1953年，張啓仲當選第二屆臺中市議員，後獲得國民黨提名競選議長，並當選議長。
張啓仲在議長任內，以中區合作社為大本營，高舉「張派」大纛，與賴榮木領導的「賴派」分庭抗禮。雖然「賴派」兵多將廣，但「張派」在張啓仲苦心經營下，基層實力越來越雄厚。:55

## 臺中市市長
1964年，四十九歲的張啓仲以青年才俊的姿態，獲國民黨提名角逐第五屆臺中市市長選舉。在當時黨外何春木與蔡志昌分裂下，當選第五屆臺中市市長。也是全省縣市長中，僅次於張豐緒、第二年輕的縣市長。:55
張啓仲任內，拆除臺中車站廣場的違建，轟動全臺。當時臺中車站前違建聚集，髒亂不堪，被視為歷任市長不敢揚言整頓。張啓仲在市府拆除隊拆除時，站在車站廣場中央，不懼周圍業主分怒吼叫包圍，使車站廣場煥然一新。:56
此外，張啓仲推動將宜寧中學遷移至樹仔腳現址，原址興建合作大樓，帶動全市建設。並將空軍子弟（省三）小學遷至健行路，原址後陸續興建救國團、孔廟，成為臺中市文教中心。任內並完成大雅路、林森路、雙十路、南門路、國光路及大智重劃等六條大道路，被視為對臺中交通建設，佔有重要且關鍵的地位。:57

### 掛圖案
張啓仲市長任內，1966年爆發「購買國校掛圖弊案」。根據一審判決書內容，掛圖案起因於中華國民學校教員江宗杜以其兄名義經營文學出版社，出版國民學校教學用掛圖二千套及《計畫學習的理論與實際》一書二千餘冊，然而銷售結果不佳。1965年4、5月間，江宗杜探悉臺中市政府將編列五十五會計年度預算經費送臺中市議會審查。遂通過時任市府額外秘書林叔斌（江妻之表兄）、市議員林阿成（江岳父），託二人向市長張啓仲及市議會活動疏通。後張啓仲授意教育科國教股長洪建業向議會取回預算書重編，刪除原列大鵬國民學校地址收購費新臺幣十萬元、及西屯國民學校游泳池修建費中的七百元，改以校舍修建及充實設備名目編列為全市國民學校購買掛圖費十萬零七百元，重送議會審查。在林阿成活動下於6月順利通過。
江宗杜於同年8、9月間再度慫恿林阿成、林叔斌幫忙向張啓仲請求於分配動支預備金，編列掛圖及「計畫學習」購置費。張啓仲於9月再度授意洪建業，在分配預備金動支計畫明細表時，編列各國校掛圖購置費。以全市國校1007班、每班350元，共三十五萬二千四百五十元；另「計畫學習」一書，按全市國校教員1128人、每人一冊四十元五角，共四萬六千零八十九元，簽報張啓仲批准。10月12日提經市務會通過，於10月14日簽發支付。至11月底陸續將各校貨款收齊共49萬9239元。然後自1965年11月至1966年2月間先後向有關官員致送所得利益及賄款，當中向張啓仲分兩次轉交共四萬五千元。1966年11月17日下午五時，新竹地方法院宣判：張啓仲因從事公務之人員共同對於主管監督之事務間接圖利，處有期徒刑五年、褫奪公權五年；江宗杜因圖利罪處有期徒刑七年、褫奪公權五年；林叔斌有期徒刑五年、褫奪公權五年；林阿成有期徒刑二年六月、褫奪公權二年。另有七人判刑。並追林叔彬、張啓仲共得新臺幣四萬五千元贓款沒收。對此張啓仲於下午六時發表談話，表示當循法律途徑上訴，以求更審。
此案導致張啓仲任內一度被停職。經過三個月後張啟仲獲判無罪而復職。然而1966年，公懲會對其做出停職一年處分，使張啟仲再度離職。
據何春木回憶，由於張啓仲遭到停職，心中頗為不平。在第六屆市長選舉中對於國民黨的輔選工作也不熱衷，也使「張派」勢力轉投黨外支持的林澄秋陣營。在黨外勢力及「張派」暗助下，:220使林澄秋意外擊敗國民黨提名的林丁山。

## 年表
- 1916年，出生於日治時期台灣台中廳豐原地區。
- 1930年代-1940年代，從台中州立臺中第一中等學校畢業，並赴日本就讀醫科大學。畢業後進入日本東京都立廣尾病院工作[7]。
- 1947年，返回台灣與夫人陳淑娟共同創辦「啟仁醫院」（原址在今台中市成功路上）。
- 1953年，當選第二屆台中市議員，並任職台中市議長。
- 1964年，當選第五屆台中市市長。
- 1969年，代表國民黨在台灣省第三選區（中中彰投）當選為第一屆第一、二次增額立法委員[8]。
- 2009年1月25日，因心臟衰竭去世，享壽九十四歲[9]。

## 家族
- 父親張富生曾經是清朝秀才。
- 長子張光輝擔任過國大代表。
- 次子張光明，移居加拿大後，除個人投資事業之外，並沒有涉足政治。
- 女兒張雅美，收藏名畫、經營畫廊、也投身創作。
- 姪孫是前臺中市議長張宏年（張啟仲姪子張光儀之子），現任臺中市議員張彥彤為姪曾孫，外姪為前新光醫院副院長黃芳彥。